# Khairul Amri
Pour les articles homonymes, voir Amri.
Mohammad Khairul Amri bin Mohammad Kamal, dit Khairul Amri, né le 14 mars 1985 à Singapour, est un footballeur international singapourien. Il évolue au poste d'attaquant. Il est le grand frère de Khairul Nizam.

## Biographie

### Carrière en équipe nationale
Khairul Amri joue son premier match en équipe nationale le 9 juin 2004 lors d'un match des éliminatoires de la Coupe du monde 2006 contre l'Oman (défaite 7-0). Le 13 octobre 2004, il marque son premier but en sélection lors d'un match des éliminatoires de la Coupe du monde 2006 contre l'Inde (victoire 2-0). 
Le 11 juin 2015, il honore sa 100e sélection lors d'un match des éliminatoires de la Coupe du monde 2018 face au Cambodge (victoire 4-0).
Au total, il compte 117 sélections officielles et 32 buts en équipe de Singapour depuis 2004.

## Palmarès

### En club
- Avec les Tampines Rovers :
  - Champion de Singapour en 2013

### En sélection nationale
- Vainqueur du Championnat d'Asie du Sud-Est en 2004, 2007 et 2012

### Distinctions personnelles
- Meilleur espoir du Championnat de Singapour en 2008

## Statistiques

### Buts en sélection
Le tableau suivant liste les résultats de tous les buts inscrits par Khairul Amri avec l'équipe de Singapour.